# Olhivka, Kozelșciîna
Olhivka (în ucraineană Ольгівка) este un sat în comuna Pașkivka din raionul Kozelșciîna, regiunea Poltava, Ucraina.

## Demografie
Componența lingvistică a localității Olhivka
     Ucraineană (95,51%)
     Rusă (4,49%)
Conform recensământului din 2001, majoritatea populației localității Olhivka era vorbitoare de ucraineană (95,51%), existând în minoritate și vorbitori de rusă (4,49%).